# 埃纳河畔里利
埃纳河畔里利（法語：Rilly-sur-Aisne）是法国香槟-阿登大区阿登省的一个市镇，属于武济耶区阿蒂尼县。该市镇2009年时的人口为141人。

## 人口
埃纳河畔里利人口变化图示
| 数据来源：INSEE |